# RKZ Progress
RKZ Progress (russisch РКЦ „Прогресс“) ist ein staatliches russisches Raumfahrtunternehmen unter der Leitung der Raumfahrtbehörde Roskosmos. RKZ steht kurz für „Raketen- und Raumfahrtzentrum“ (Ракетно-космический центр). Bis zum Frühjahr 2014 hieß das Unternehmen ZSKB-Progress (ЦСКБ-Прогресс, kurz für Центрального специализированного конструкторского бюро Прогресс Прогресс – „Zentrales Spezialkonstruktionsbüro Progress“).
RKZ Progress ist der Entwickler und Hersteller der Sojus-Raktenfamilie. Die kommerzielle Vermarktung der Raketen obliegt seit den späten 1990er Jahren der Firma Starsem. Daneben gehören unter anderem die Forschungssatelliten Foton, die Aufklärungssatelliten der Jantar-Serie sowie Erdbeobachtungssatelliten zur Produktionspalette der Firma. Nach dem Fall der Sowjetunion wurden auch Maschinenteile, Wodka und Süßigkeiten in das Angebot aufgenommen.
Der Hauptproduktionsstandort, welcher auch Samara Space Center genannt wird, befindet sich in der Stadt Samara. In den 2000er Jahren arbeiteten dort etwa 25.000 Beschäftigte, davon 5000 in der Produktion der Sojus und der übrigen R-7-Raketenfamilie.